# Lista över fornlämningar i Falköpings kommun (Grolanda)
Lista över fornlämningar i Falköpings kommun (Grolanda) är en förteckning av ett urval av de fornlämningar som finns i Grolanda i Falköpings kommun.
| Namn                         | Lämningstyp                 | Tillkomsttid | Historisk indelning     | Plats | Läge                 | ID-nr          | Bild                                      |
| ---------------------------- | --------------------------- | ------------ | ----------------------- | ----- | -------------------- | -------------- | ----------------------------------------- |
| Grolanda 2:1                 | Gravfält                    |              | Grolanda, Västergötland |       | 58.093489, 13.370471 | 10190900020001 | Ladda upp en bild av detta fornminne      |
| Grolanda 3:1                 | Hällristning                |              | Grolanda, Västergötland |       | 58.092505, 13.368978 | 10190900030001 | Ladda upp en bild av detta fornminne      |
| Grolanda 4:1                 | Stensättning                |              | Grolanda, Västergötland |       | 58.090479, 13.372968 | 10190900040001 | Ladda upp en bild av detta fornminne      |
| Grolanda 4:2                 | Stensättning                |              | Grolanda, Västergötland |       | 58.090106, 13.373475 | 10190900040002 | Ladda upp en bild av detta fornminne      |
| Grolanda 5:1                 | Grav markerad av sten/block |              | Grolanda, Västergötland |       | 58.091169, 13.372947 | 10190900050001 | Ladda upp en bild av detta fornminne      |
| Grolanda 6:1                 | Hällristning                |              | Grolanda, Västergötland |       | 58.093103, 13.372390 | 10190900060001 | Ladda upp en bild av detta fornminne      |
| Grolanda 7:1                 | Hällristning                |              | Grolanda, Västergötland |       | 58.092943, 13.373888 | 10190900070001 | Ladda upp en bild av detta fornminne      |
| Grolanda 8:1                 | Stensättning                |              | Grolanda, Västergötland |       | 58.092230, 13.376128 | 10190900080001 | Ladda upp en bild av detta fornminne      |
| Grolanda 9:1                 | Stensättning                |              | Grolanda, Västergötland |       | 58.093914, 13.378547 | 10190900090001 | Ladda upp en bild av detta fornminne      |
| Grolanda 9:2                 | Stensättning                |              | Grolanda, Västergötland |       | 58.093794, 13.378761 | 10190900090002 | Ladda upp en bild av detta fornminne      |
| Grommerör (Grolanda 10:1)    | Röse                        |              | Grolanda, Västergötland |       | 58.094276, 13.374053 | 10190900100001 | Ladda upp en bild av detta fornminne      |
| Grolanda 11:1                | Stensättning                |              | Grolanda, Västergötland |       | 58.094676, 13.372245 | 10190900110001 | Ladda upp en bild av detta fornminne      |
| Grolanda 12:1                | Grav markerad av sten/block |              | Grolanda, Västergötland |       | 58.094039, 13.372390 | 10190900120001 | Ladda upp en bild av detta fornminne      |
| Grolanda 12:2                | Stensättning                |              | Grolanda, Västergötland |       | 58.093913, 13.372491 | 10190900120002 | Ladda upp en bild av detta fornminne      |
| Grolanda 13:1                | Röse                        |              | Grolanda, Västergötland |       | 58.092189, 13.381698 | 10190900130001 | Ladda upp en bild av detta fornminne      |
| Grolanda 14:1                | Hög                         |              | Grolanda, Västergötland |       | 58.093170, 13.380422 | 10190900140001 | Ladda upp en bild av detta fornminne      |
| Skrockshögen (Grolanda 15:1) | Röse                        |              | Grolanda, Västergötland |       | 58.088276, 13.377595 | 10190900150001 | Ladda upp en bild av detta fornminne      |
| Skrockshögen (Grolanda 15:2) | Stenkammargrav              |              | Grolanda, Västergötland |       | 58.088164, 13.377554 | 10190900150002 | Ladda upp en bild av detta fornminne      |
| Fröberget (Grolanda 16:1)    | Stensättning                |              | Grolanda, Västergötland |       | 58.089597, 13.374685 | 10190900160001 | Ladda upp en bild av detta fornminne      |
| Grolanda 17:1                | Grav markerad av sten/block |              | Grolanda, Västergötland |       | 58.104709, 13.385461 | 10190900170001 | Ladda upp en bild av detta fornminne      |
| Grolanda 17:2                | Grav markerad av sten/block |              | Grolanda, Västergötland |       | 58.104629, 13.385448 | 10190900170002 | Ladda upp en bild av detta fornminne      |
| Grolanda 17:3                | Grav markerad av sten/block |              | Grolanda, Västergötland |       | 58.104550, 13.385437 | 10190900170003 | Ladda upp en bild av detta fornminne      |
| Rönestenen (Grolanda 19:1)   | Runristning                 |              | Grolanda, Västergötland |       | 58.086391, 13.421457 | 10190900190001 | Ladda upp en till bild av detta fornminne |
| Grolanda 20:1                | Grav markerad av sten/block |              | Grolanda, Västergötland |       | 58.088251, 13.425321 | 10190900200001 | Ladda upp en bild av detta fornminne      |
| Grolanda 20:2                | Grav markerad av sten/block |              | Grolanda, Västergötland |       | 58.088166, 13.425065 | 10190900200002 | Ladda upp en bild av detta fornminne      |
| Grolanda 21:1                | Hällristning                |              | Grolanda, Västergötland |       | 58.092149, 13.459127 | 10190900210001 | Ladda upp en bild av detta fornminne      |
| Grolanda 22:1                | Stensättning                |              | Grolanda, Västergötland |       | 58.089813, 13.461361 | 10190900220001 | Ladda upp en bild av detta fornminne      |
| Grolanda 23:1                | Röse                        |              | Grolanda, Västergötland |       | 58.089308, 13.462960 | 10190900230001 | Ladda upp en bild av detta fornminne      |
| Kungsstenen (Grolanda 24:1)  | Grav markerad av sten/block |              | Grolanda, Västergötland |       | 58.094148, 13.386375 | 10190900240001 | Ladda upp en bild av detta fornminne      |
| Grolanda 25:1                | Kyrka/kapell                |              | Grolanda, Västergötland |       | 58.089264, 13.388532 | 10190900250001 | Ladda upp en till bild av detta fornminne |
| Grolanda 25:3                | Begravningsplats            |              | Grolanda, Västergötland |       | 58.089280, 13.388500 | 10190900250003 | Ladda upp en bild av detta fornminne      |
| Grolanda 26:1                | Stensättning                |              | Grolanda, Västergötland |       | 58.084690, 13.398160 | 10190900260001 | Ladda upp en bild av detta fornminne      |
| Grolanda 27:1                | Stensättning                |              | Grolanda, Västergötland |       | 58.081195, 13.395170 | 10190900270001 | Ladda upp en bild av detta fornminne      |
| Grolanda 29:1                | Hög                         |              | Grolanda, Västergötland |       | 58.091361, 13.433937 | 10190900290001 | Ladda upp en bild av detta fornminne      |
| Grolanda 30:1                | Grav markerad av sten/block |              | Grolanda, Västergötland |       | 58.075327, 13.333827 | 10190900300001 | Ladda upp en bild av detta fornminne      |
| Grolanda 30:2                | Grav markerad av sten/block |              | Grolanda, Västergötland |       | 58.075216, 13.333935 | 10190900300002 | Ladda upp en bild av detta fornminne      |
| Grolanda 30:3                | Grav markerad av sten/block |              | Grolanda, Västergötland |       | 58.075266, 13.334073 | 10190900300003 | Ladda upp en bild av detta fornminne      |
| Grolanda 30:4                | Grav markerad av sten/block |              | Grolanda, Västergötland |       | 58.075178, 13.334118 | 10190900300004 | Ladda upp en bild av detta fornminne      |
| Grolanda 31:1                | Gravfält                    |              | Grolanda, Västergötland |       | 58.075806, 13.330040 | 10190900310001 | Ladda upp en bild av detta fornminne      |
| Grolanda 32:1                | Stensättning                |              | Grolanda, Västergötland |       | 58.077814, 13.332389 | 10190900320001 | Ladda upp en bild av detta fornminne      |
| Grolanda 34:1                | Grav markerad av sten/block |              | Grolanda, Västergötland |       | 58.072443, 13.369308 | 10190900340001 | Ladda upp en bild av detta fornminne      |
| Grolanda 35:1                | Grav markerad av sten/block |              | Grolanda, Västergötland |       | 58.061391, 13.361878 | 10190900350001 | Ladda upp en bild av detta fornminne      |
| Grolanda 36:1                | Stenkrets                   |              | Grolanda, Västergötland |       | 58.065276, 13.321188 | 10190900360001 | Ladda upp en bild av detta fornminne      |
| Grolanda 37:1                | Hög                         |              | Grolanda, Västergötland |       | 58.065198, 13.322117 | 10190900370001 | Ladda upp en bild av detta fornminne      |
| Grolanda 37:2                | Hög                         |              | Grolanda, Västergötland |       | 58.065206, 13.322391 | 10190900370002 | Ladda upp en bild av detta fornminne      |
| Grolanda 37:3                | Hög                         |              | Grolanda, Västergötland |       | 58.065122, 13.322496 | 10190900370003 | Ladda upp en bild av detta fornminne      |
| Grolanda 38:1                | Stenkrets                   |              | Grolanda, Västergötland |       | 58.063800, 13.320899 | 10190900380001 | Ladda upp en bild av detta fornminne      |
| Grolanda 39:1                | Grav markerad av sten/block |              | Grolanda, Västergötland |       | 58.064240, 13.318434 | 10190900390001 | Ladda upp en bild av detta fornminne      |
| Grolanda 39:2                | Grav markerad av sten/block |              | Grolanda, Västergötland |       | 58.064185, 13.318540 | 10190900390002 | Ladda upp en bild av detta fornminne      |
| Grolanda 39:3                | Stensättning                |              | Grolanda, Västergötland |       | 58.064205, 13.318731 | 10190900390003 | Ladda upp en bild av detta fornminne      |
| Grolanda 39:4                | Stensättning                |              | Grolanda, Västergötland |       | 58.064211, 13.319046 | 10190900390004 | Ladda upp en bild av detta fornminne      |
| Grolanda 40:1                | Stenkrets                   |              | Grolanda, Västergötland |       | 58.070205, 13.390338 | 10190900400001 | Ladda upp en bild av detta fornminne      |
| Grolanda 41:1                | Stenkrets                   |              | Grolanda, Västergötland |       | 58.057240, 13.348930 | 10190900410001 | Ladda upp en bild av detta fornminne      |
| Grolanda 41:2                | Stenkrets                   |              | Grolanda, Västergötland |       | 58.057136, 13.349048 | 10190900410002 | Ladda upp en bild av detta fornminne      |
| Grolanda 44:1                | Stenkrets                   |              | Grolanda, Västergötland |       | 58.052338, 13.337551 | 10190900440001 | Ladda upp en bild av detta fornminne      |
| Grolanda 46:1                | Grav markerad av sten/block |              | Grolanda, Västergötland |       | 58.050004, 13.347011 | 10190900460001 | Ladda upp en bild av detta fornminne      |
| Grolanda 46:2                | Stensättning                |              | Grolanda, Västergötland |       | 58.049939, 13.346901 | 10190900460002 | Ladda upp en bild av detta fornminne      |
| Grolanda 46:3                | Stensättning                |              | Grolanda, Västergötland |       | 58.049858, 13.346744 | 10190900460003 | Ladda upp en bild av detta fornminne      |
| Grolanda 47:1                | Grav markerad av sten/block |              | Grolanda, Västergötland |       | 58.070684, 13.340363 | 10190900470001 | Ladda upp en bild av detta fornminne      |
| Grolanda 66:1                | Stenkrets                   |              | Grolanda, Västergötland |       | 58.060025, 13.352289 | 10190900660001 | Ladda upp en bild av detta fornminne      |
| Grolanda 67:1                | Röse                        |              | Grolanda, Västergötland |       | 58.061296, 13.352393 | 10190900670001 | Ladda upp en bild av detta fornminne      |
| Grolanda 69:1                | Stensättning                |              | Grolanda, Västergötland |       | 58.072057, 13.318349 | 10190900690001 | Ladda upp en bild av detta fornminne      |
| Grolanda 72:1                | Stensättning                |              | Grolanda, Västergötland |       | 58.076594, 13.436148 | 10190900720001 | Ladda upp en bild av detta fornminne      |
| Grolanda 73:1                | Hällristning                |              | Grolanda, Västergötland |       | 58.076590, 13.430498 | 10190900730001 | Ladda upp en bild av detta fornminne      |
| Grolanda 74:1                | Grav markerad av sten/block |              | Grolanda, Västergötland |       | 58.073775, 13.430485 | 10190900740001 | Ladda upp en bild av detta fornminne      |
| Grolanda 74:2                | Stensättning                |              | Grolanda, Västergötland |       | 58.073870, 13.430446 | 10190900740002 | Ladda upp en bild av detta fornminne      |
| Grolanda 78:1                | Stensättning                |              | Grolanda, Västergötland |       | 58.068881, 13.367603 | 10190900780001 | Ladda upp en bild av detta fornminne      |
| Grolanda 82:1                | Stensättning                |              | Grolanda, Västergötland |       | 58.067337, 13.303287 | 10190900820001 | Ladda upp en bild av detta fornminne      |
| Grolanda 88:1                | Stensättning                |              | Grolanda, Västergötland |       | 58.095236, 13.439095 | 10190900880001 | Ladda upp en bild av detta fornminne      |
| Grolanda 93:1                | Grav markerad av sten/block |              | Grolanda, Västergötland |       | 58.083706, 13.444405 | 10190900930001 | Ladda upp en bild av detta fornminne      |
| Grolanda 94:1                | Stensättning                |              | Grolanda, Västergötland |       | 58.093125, 13.371131 | 10190900940001 | Ladda upp en bild av detta fornminne      |
| Grolanda 96:1                | Stensättning                |              | Grolanda, Västergötland |       | 58.082397, 13.441483 | 10190900960001 | Ladda upp en bild av detta fornminne      |
| Grolanda 109                 | Grav övrig                  |              | Grolanda, Västergötland |       | 58.068806, 13.354376 | 12000000002176 | Ladda upp en bild av detta fornminne      |